# Casa Manoogian
La Casa Manoogian es la residencia oficial del alcalde mayor de Detroit, Míchigan. Está en la calle Dwight, al este del Downtown, junto al río Detroit. Se edificó en 1928 por 300.000 dólares, pero su dueño la perdió durante la Gran Depresión. La compró en 1939 Alex Manoogian, un inmigrante armenio fundador la empresa Masco. Le regaló la casa a la ciudad en 1966, que desde entonces la usa como residencia oficial para sus alcaldes.
La casa es ejemplo de la arquitectura colonial española; tiene un techo de Terracota.   El interior se domina por ventanas largas, por las cuales se puede ver el río y el terreno. Tiene 15 cuartos, incluyendo la cocina, dos salas para cenar, una biblioteca, etc. Tiene cuatro recámaras más dos recámaras para sirvientes. La vecindad Berry tiene los hogares de varios famosos ciudadanos de Detroit.